# 科内莉亚·恩德
科内莉亚·恩德（德語：Kornelia Ender，1958年10月25日—），德国女子游泳运动员。她曾代表东德参加1972年和1976年夏季奥林匹克运动会游泳比赛，获得四枚金牌和四枚银牌。